# Alley-oop

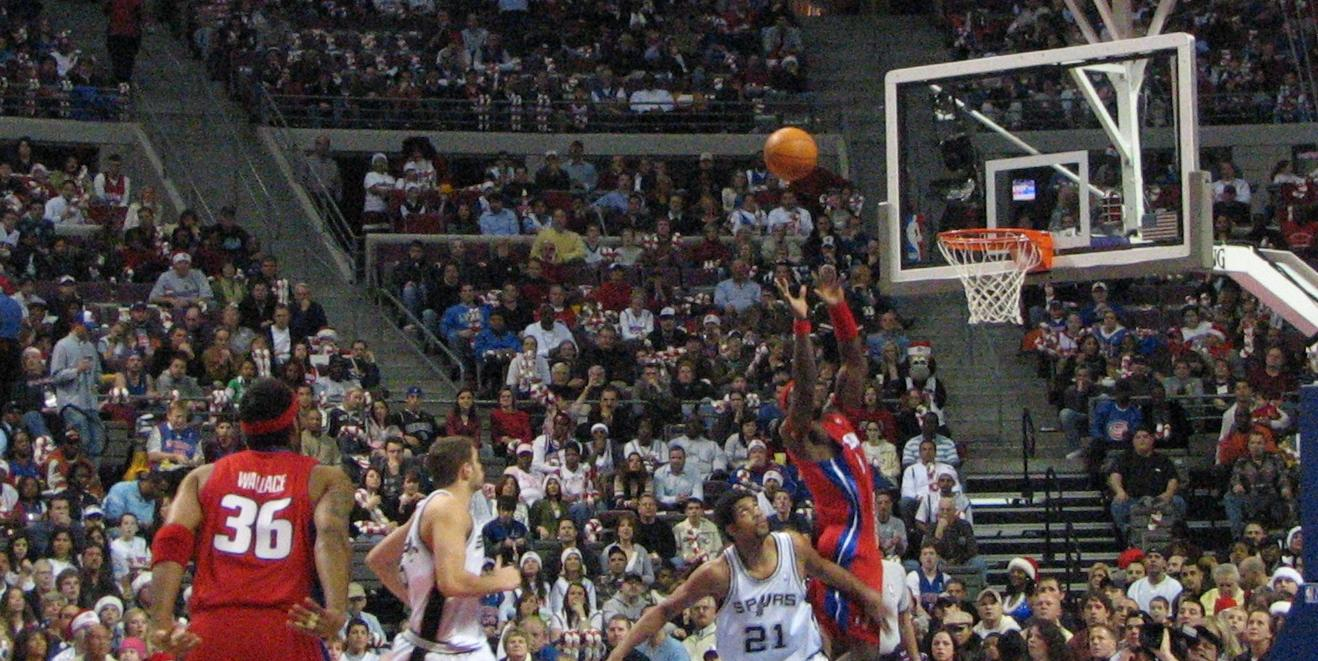
Rasheed Wallace (#36) envoie la balle à Ben Wallace pour un alley-oop lors d'un match contre les Spurs en 2005.

Un alley-oop est, en basket-ball, une variante du slam dunk qui consiste à reprendre une passe en vol pour aller dunker, c'est-à-dire la mettre directement dans le panier. L'action est spectaculaire dans le sens où elle demande une excellente synchronisation entre le passeur et le dunkeur.
Une variante existe avec l'utilisation de la planche, il s'agit alors d'une claquette. Le passeur lance le ballon contre la planche pour que celui-ci soit capté par un coéquipier lors du rebond et jeté directement dans le panier avant que ce second joueur ne retouche le parquet. 
Dans les concours de slam dunks, les joueurs voulant réaliser un alley-oop peuvent demander l'aide d'un passeur. Les dunkers n'hésitent pas non plus à lancer la balle contre la planche ou les écrans géants afin de pouvoir réaliser leur alley-oop.
Le alley-oop est l'équivalent du kung-fu au handball.

## Origine du terme
Issu du français « Allez hop ! », le terme a été popularisé par le comic strip Alley Oop, diffusé depuis 1932 dans la presse américaine.
En sport, le terme alley-oop a d'abord été utilisé dans le football américain dans les années 1950 par les San Francisco 49ers de la National Football League pour décrire les longues passes hautes vers le wide receiver RC Owens et formant un arc, qui voulait sauter par-dessus les plus petits cornerbacks pour réceptionner par un touchdown ("The Catch", le célèbre touchdown réception de Dwight Clark lancé par Joe Montana, par lequel les 49ers ont gagné leur entrée pour leur premier Super Bowl était aussi une passe «Alley Oop») et qui plus tard est devenu ainsi plus connue de son utilisation dans le basket-ball.